# Liocypris grandis
Liocypris grandis је животињска врста класе Crustacea која припада реду Podocopida и фамилији Cyprididae.

## Угроженост
Ова врста је изумрла, што значи да нису познати живи примерци.

## Распрострањење
Јужна Африка је била једино познато природно станиште врсте.

## Станиште
Ранија станишта врсте су била слатководна подручја.